# Ever Dream
„Ever Dream“ je singl od finské kapely Nightwish.

## Seznam skladeb
1. „Ever Dream“ - 4:45
2. „The Phantom of the Opera“ - 4:11
3. „The Wayfarer“ - 3:22